# Pasaporte portugués

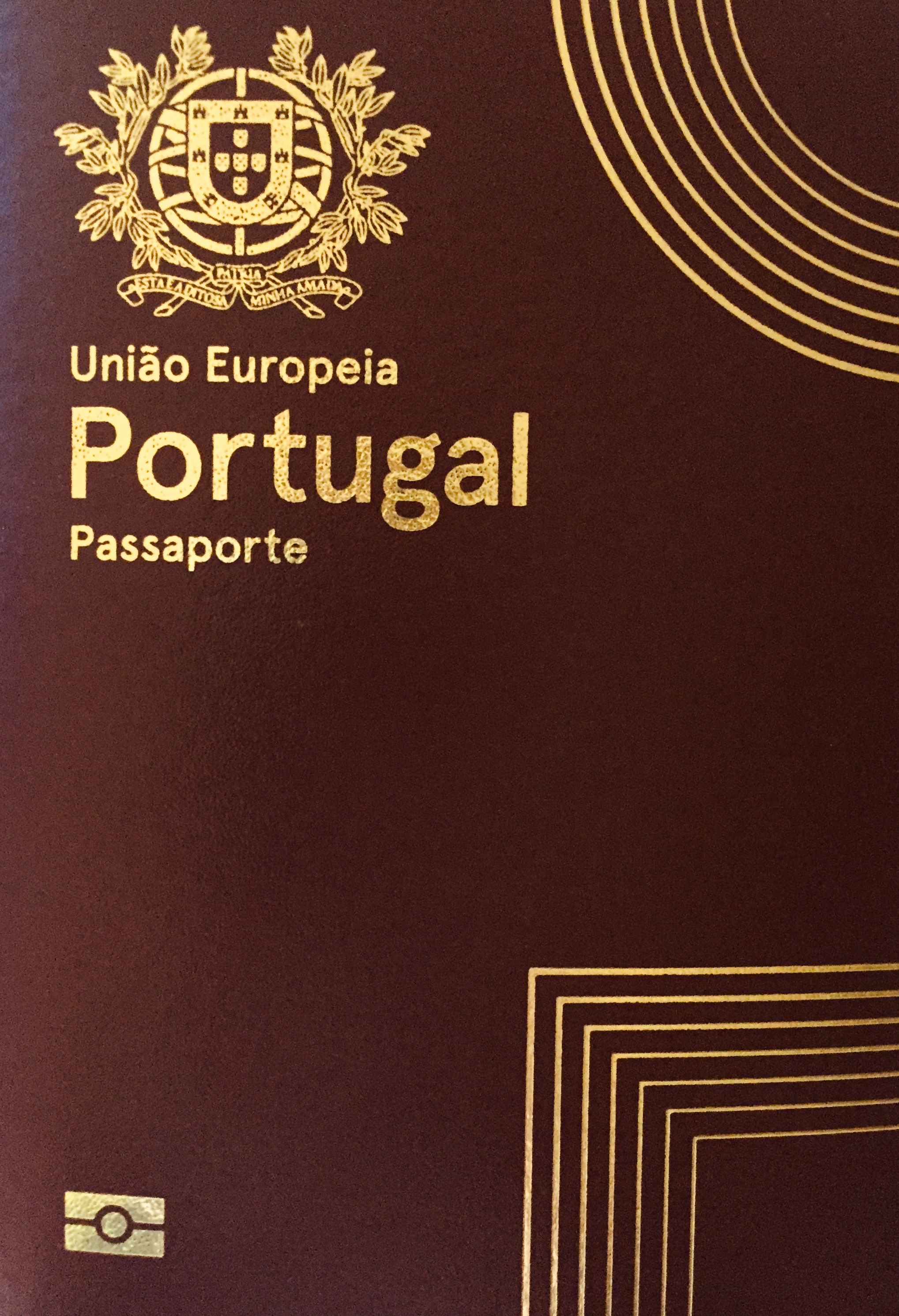
Pasaporte portugués.

El pasaporte portugués (en portugués: Passaporte português) es el documento oficial, que identifica la nacionalidad portuguesa ante las autoridades de otros países, lo que permite la anotación de entrada y salida por puertos, aeropuertos y vías de acceso internacionales. Permite también contener los visados de autorización de entrada. El requisito fundamental para que un individuo pueda solicitar el pasaporte portugués es ser titular de la nacionalidad portuguesa.
Existen cuatro categorías de pasaporte portugués (Decreto-Lei n.º 83/2000, del 11 de mayo): Común; Diplomático; Especial; Para extranjeros. En el caso de la categoría Común de pasaporte, la competencia para su concesión es del gobernador civil del distrito del ciudadano.
Sin el pasaporte, no es permitido el ingreso de ciudadanos portugueses en los países extranjeros, exceptuándose los países de la Unión Europea, Islandia, Liechtenstein, la Ciudad del Vaticano, Noruega y Suiza.

## El nuevo pasaporte electrónico
A partir del 28 de agosto de 2006, los nuevos pasaportes emitidos por el gobierno portugués están equipados con un chip que almacena los datos de identificación de su titular. Otro nombre dado al pasaporte electrónico es pasaporte biométrico, porque contiene las generalidades ya contenidas por el actual pasaporte, los datos biométricos.

### Emisión
El ciudadano debe asistir a uno de los puestos de emisión de pasaportes en Portugal o consulado portugués en territorio extranjero portando los siguientes documentos:
- Billete de Identidad o Tarjeta de ciudadano válida y actualizada, sin posibilidad de sustitución por cualquier otro documento de identificación;
- Último pasaporte portugués, incluso expirado.

El período para la entrega del Pasaporte es de 5 días hábiles en los puestos de atención, contados de la fecha de entrada en la Imprensa Nacional Casa da Moeda. Para el modo expreso, 2 días hábiles (si se solicita hasta las 17:00 h).

## Apariencia

### Página Biográfica
La primera página del pasaporte incluye:
- Fotografía del rostro
- Tipo
- Código de país (PRT)
- Pasaporte n.°
- Nombre (apellido(s), nombre(s) propio(s))
- Nacionalidad (Portuguesa)
- Altura
- Fecha de nacimiento (dd.mm.aaaa)
- Número de identificación personal (de los individuos Billete de Identidad)
- Sexo
- Localidad de nacimiento (ciudad, país)
- Fecha de emisión (dd.mm.aaa)
- Autoridad
- Válido hasta (dd.mm.aaa)
- Firma del titular
- Número de pasaporte

### Idiomas
El pasaporte incluye traducciones en todos los idiomas oficiales de la Unión Europea.

### Páginas de visados
El pasaporte tiene 32 páginas: 28 son para visados, 4 páginas son usadas para la información traducida de la primera página.

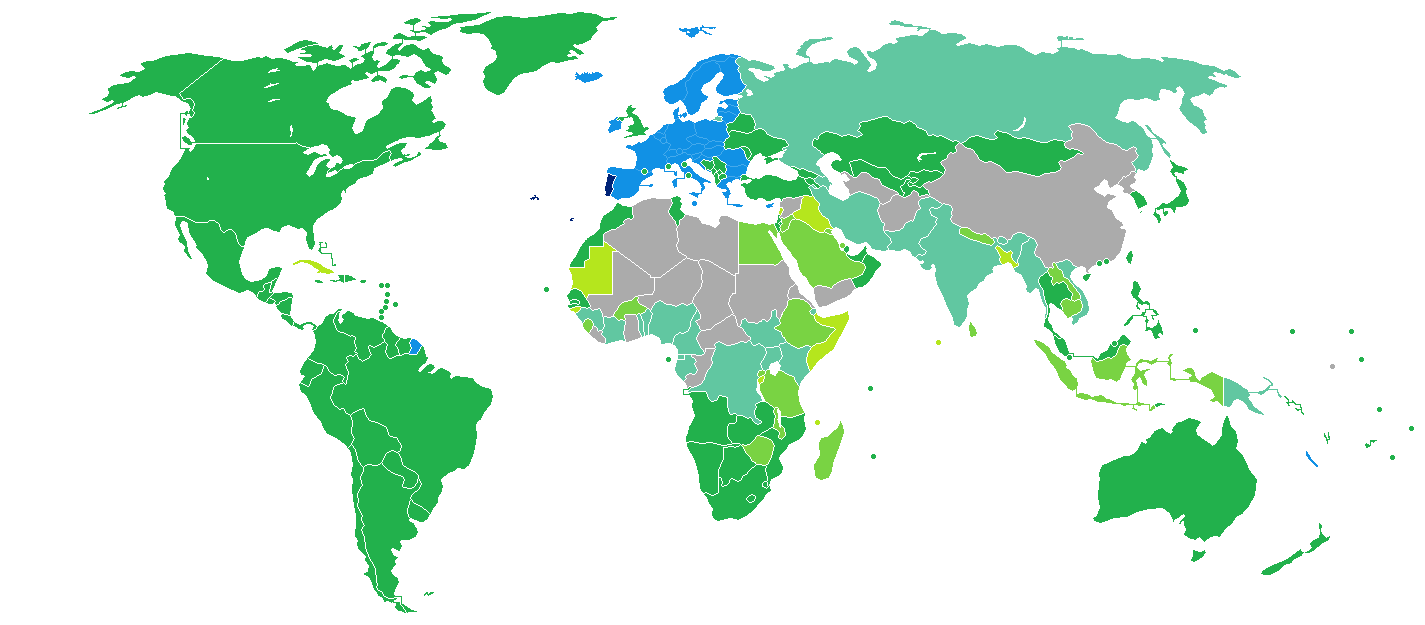
Portugal
Libre circulación (Espacio Schengen)
Sin necesidad de visa
Visa a la llegada
Visa electrónica
Visa a la llegada o visa electrónica
Visa requerida

## Galería de pasaportes

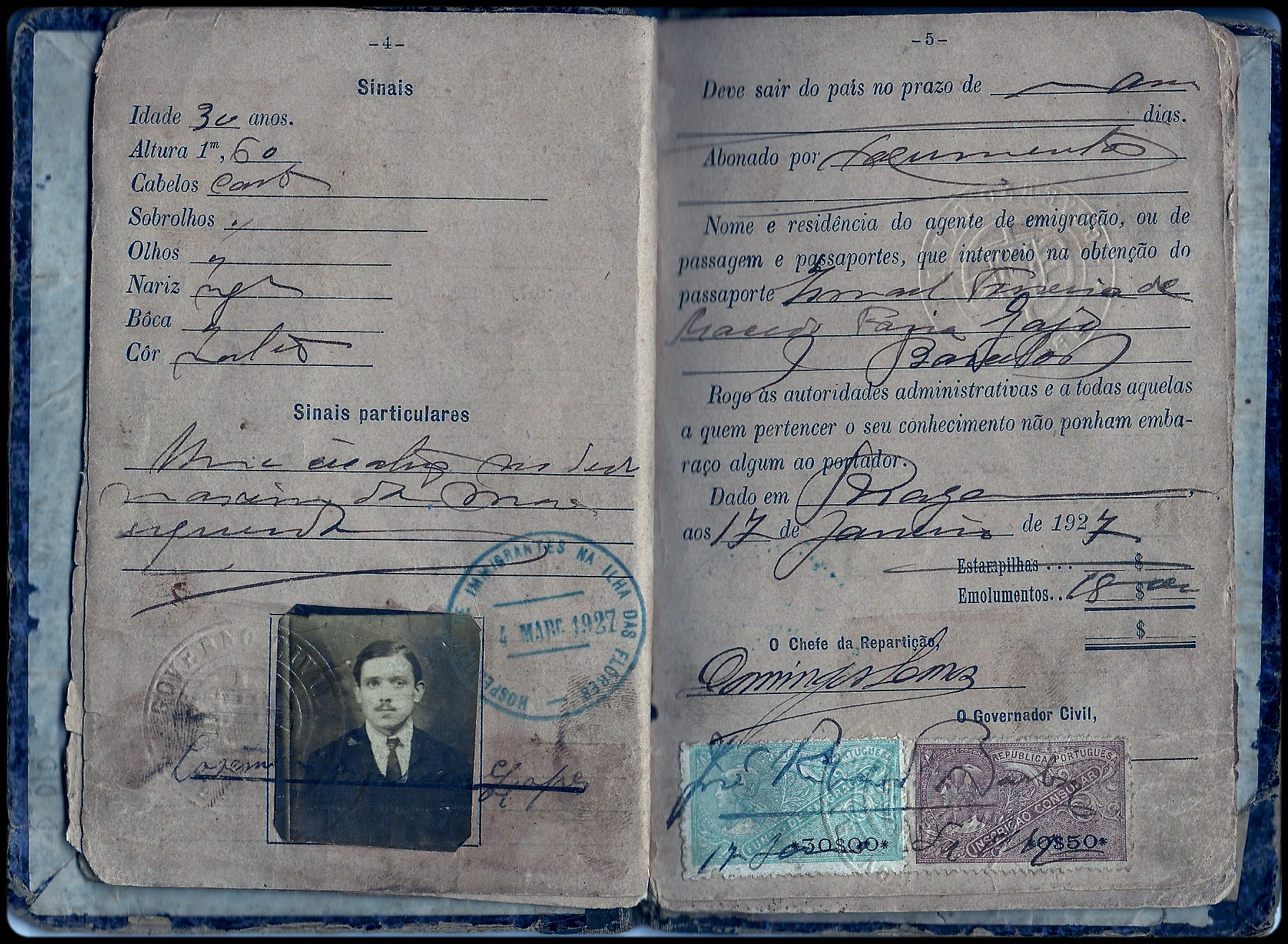
Páginas de datos de un pasaporte emitido en 1927
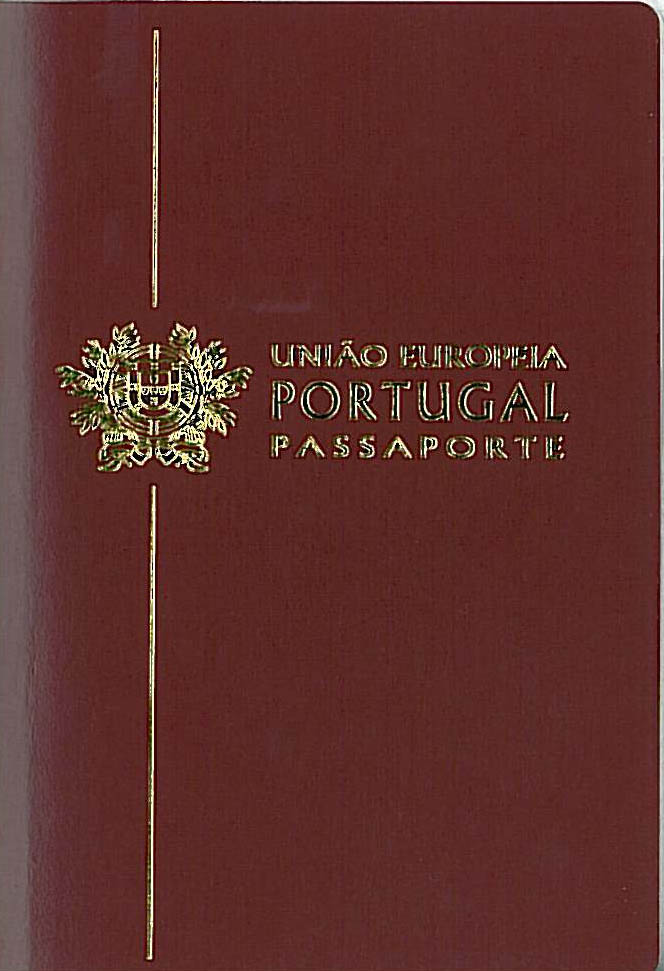
Modelo antiguo de pasaporte biométrico (2006)